# New York Knights
Die New York Knights waren ein Arena-Football-Team aus New York, das in der Arena Football League (AFL) gespielt hat. Ihre Heimspiele trugen die Knights im Madison Square Garden aus.

## Geschichte
Die Knights wurden 1988 gegründet und starteten im gleichen Jahr in der AFL. Das Franchise operierte nur ein Jahr, ehe sie sich nach nur einer Saison wieder auflöste.
Gleich in ihrem ersten Heimspiel kam es zu Schlägereien in den Zuschauerblöcken. Es wurden sogar Bierbecher auf das Spielfeld geworfen. Das Spiel wurde schließlich mit 48:54 gegen die Detroit Drive verloren. Am Ende der Saison gewannen die Knights nur zwei von zwölf Spielen und verpassten damit die Playoffs. 
Quarterback des Teams war Jim Crocicchia, der zuvor bei den New York Giants in der NFL gespielt hat. 
Die Stadt New York konnte später zwei weitere AFL-Teams in der Stadt begrüßen dürfen, die New York CityHawks (1997–1998) und die New York Dragons (2001–2008).

## Saisonstatistiken
| Jahr | Team             | Liga | S | N  | Playoffs erreicht | Playoffrunde |
| ---- | ---------------- | ---- | - | -- | ----------------- | ------------ |
| 1988 | New York Knights | AFL  | 2 | 12 | nein              |              |

## Zuschauerentwicklung
| Jahr | Team             | Zuschauerdurchschnitt |
| ---- | ---------------- | --------------------- |
| 1988 | New York Knights | 7.760                 |